# 肉嫁
『肉嫁』（にくよめ）は、みやびつづるによる日本の成人向け漫画作品。
成人向け漫画雑誌『コミックドルフィン』（司書房）にて連載された。単行本は司書房より全1巻（2002年刊行）。のちにメディアックスより同作者の復刻版が刊行された際にシリーズ第5弾として再版された（2010年刊行）。
本作をアニメ化したアダルトアニメ作品『肉嫁 高柳家の人々（にくよめ たかやなぎけのひとびと）』、および同作をアダルトゲーム化した同名のDVDPG作品がある。

## ストーリー
高柳みつ子は、夫の一郎と一人娘の絢と共にそれまで住み慣れていた町を離れ、一郎の実家である高柳家に引っ越すことに。一郎の実家である高柳家はその村では、先祖代々から続く旧家であり、みつ子は名家「高柳家」の長男の嫁として嫁ぐことになる。優しい夫と可愛い一人娘に恵まれ幸せな日々を送るみつ子であったが、絢を 産んでからというもの女として見てくれない一郎に不満を抱き、溢れる性欲にその女体を持て余す日々を送っていた。ある日、みつ子が食事の準備をしていると背後からだが、彼女の義父にあたる富蔵はみつ子をいやらしく触れ回り、ついには彼女を犯してしまう。しかも、みつ子の義弟である光二はその様子に興奮し、彼もまたみつ子を犯してしまう。そして、その時から、高柳家の淫らな秘密が明らかになっていった。

## 登場人物
声優はOVA（アダルトアニメ）版・DVD-PG版に準拠。
高柳みつ子
声：汐見華歩（1 - 2話）/二見渚（第3 - 4話）
本作の主人公および語り手。年齢は20代後半。最初はイヤイヤだったものの、次第に光二に惹かれることになり、家の秘密も知ることになる。
高柳光二
声：高橋哲
一郎の弟で、高柳家の次男。もう1人の主人公でもある。高柳家の秘密を知ってからは丸くなり始め、物語後半からキモオタさがなくなる。薫に告白されてからは完全に改心。父である富蔵に薫が襲われそうになった際は激しい怒りを見せていた。一郎が引き起こした火災に巻き込まれるも、奇跡的に生還して薫とも無事結ばれることになる。
高柳澄江
声：神林春奈
富蔵の後妻。年齢は30代後半。
光ニやみつ子に家の真実を話し、光ニとの交わりを経て富蔵との離婚を決意するも富蔵の怒りをかって薫と共に倉庫で酷い仕打ちを受けるが、光ニに助けられる。
高柳富蔵
声：片岡卓
名家である高柳家の当主。性格は最悪そのもので一郎からは「老害」と揶揄され、光二からも嫌われていた。不死身とも呼べる生命力を持っていたが、最期は光二の反発と一郎に裏切られる形でその生涯に幕を閉じる。
高柳一郎
声：光村明男
みつ子の夫で、高柳家の長男。年齢は30歳前後。一族の例に漏れず、絢には娘以上の愛情を持っている。絢が富蔵の毒牙にかかること恐れたのか、富蔵を謀殺。元々殺害計画を企ていたため、火災後は全てを完全隠蔽している。作中の行動から絢以外には興味はない素振りを見せている。
高柳薫
声：真琴のあ
澄江の連れ子で、一郎と光二の義弟。実は女性で、光二に恋心を抱いている。
高柳絢
声：三村さやか
みつ子の娘。物語最後で次期肉嫁ぶりを発揮する。

## 書籍情報
- みやびつづる 『肉嫁 -高柳家の人々-』 司書房〈ツカサコミックス〉 ※旧版

1. 2003年1月25日発行 2002年12月発売 ISBN 4-8128-0851-0[1]

- みやびつづる 『肉嫁 -高柳家の人々-』 メディアックス〈MDコミックスNEO〉 ※復刻版（「Miyabi Tuzuru Facsimile Edition Series」Vol.05）

1. 2011年1月10日発行 2010年12月25日発売 ISBN 978-4-86201-199-2

## 関連作品
株式会社ミルキーズピクチャーズのmilkyレーベルよりアダルトアニメ化され、2005年から2007年にかけて全4巻のOVAシリーズがリリースされた。2008年にはDVD単体にまとめた廉価版商品『肉嫁 高柳家の人々 THE BEST』を発売（価格はシリーズ各巻7,800円に対して3,990円となる）。
また、同社mintsレーベルより、OVAを元にしたDVDプレイヤーズゲームが2008年にリリースされた。
OVA
- 『肉嫁 高柳家の人々』（milkyレーベル）
  1. 「其の壱 性獄の屋敷」2005年8月25日発売（30分、DVD版・VHS版）[2]
  2. 「其の弐 満開の蒸れ肉」2005年11月25日発売（30分、DVD版・VHS版）[3]
  3. 「其の参 禁忌と背徳」2007年1月25日発売（30分、DVD版・VHS版）[4]
  4. 「其の四 最終話 性獄の終焉、響宴の幕開け。」2007年3月25日発売（30分、DVD版のみ）[5]

  - 「肉嫁 高柳家の人々 THE BEST」2008年2月25日発売（105分、DVD版のみ）[6]

DVDPG
- 『肉嫁 高柳家の人々』（mintsレーベル）2008年3月25日発売（105分、DVD-PG版）[7]